# Клајд Томбо
Клајд Вилијам Томбо (енгл. Clyde Tombaugh; Стритор, 4. фебруар 1906 — Лас Крусис, 17. јануар 1997) био је амерички астроном. Најпознатији је по томе што је открио патуљасту планету Плутон, 1930. године. Такође је открио и многе астероиде, и истраживао је НЛО-е.

## Биографија
Томбо је рођен у Стритору у Илиноису. Након што се његова породица преселила у Бердет, 1922. године, Томбо је био фрустриран када није могао да се упише на факултет пошто је те године град уништио усеве на фарми његове породице. Почевши 1926. године, изградио је неколико телескопа са сочивима и огледалима. Посматрао је Јупитер и Марс, а цртеже планета послао у Опсерваторију Лоуел. Тамо му је био понуђен посао. У Опсерваторији је радио од 1929. до 1945. године. Након открића Плутона добио је диплому на Универзитету Канзаса. Током Другог светског рата предавао је поморску навигацију на Универзитету у Северној Аризони.
Астероид 1604 Tombaugh, откривен 1931. године, добио је име по њему. Томбо је открио стотине астероида, почевши од "2839 Annette", 1929. године. Као и Плутон, астероиде је откривао случајно, пошто је његов највећи интерес била потрага за другим небеским телима. Године 1931. Краљевско астрономско друштво доделило је Томбу медаљу "Џексон-Гвилт" која се додељује за проналазак, побољшање или развој астрономских инструмената или техника.

## Смрт
Преминуо је 17. јануара 1997. у Лас Крусису са 90 година. Његово тело је кремирано, и мањи део пепела је 2006. године стављен у свемирску летелицу Нови хоризонти, са наптисом Овде су остаци американца Клајда В. Томба, проналазача Плутона и "треће зоне" Сунчевог система. Аделиног и Муроновог дечака, Патрициног мужа, оца Анет и Алден, астроном, професор, градилац игре речима и пријатељ: Клајд В. Томбо (1906-1997).